# IC3PEAK
IC3PEAK ist eine russische experimentelle elektronische Band, die im Oktober 2013 in Moskau gegründet wurde. Ursprünglich nahm die Band Lieder fast ausschließlich auf Englisch auf, seit 2017 sind auf den Alben auch Lieder auf Russisch vorhanden.

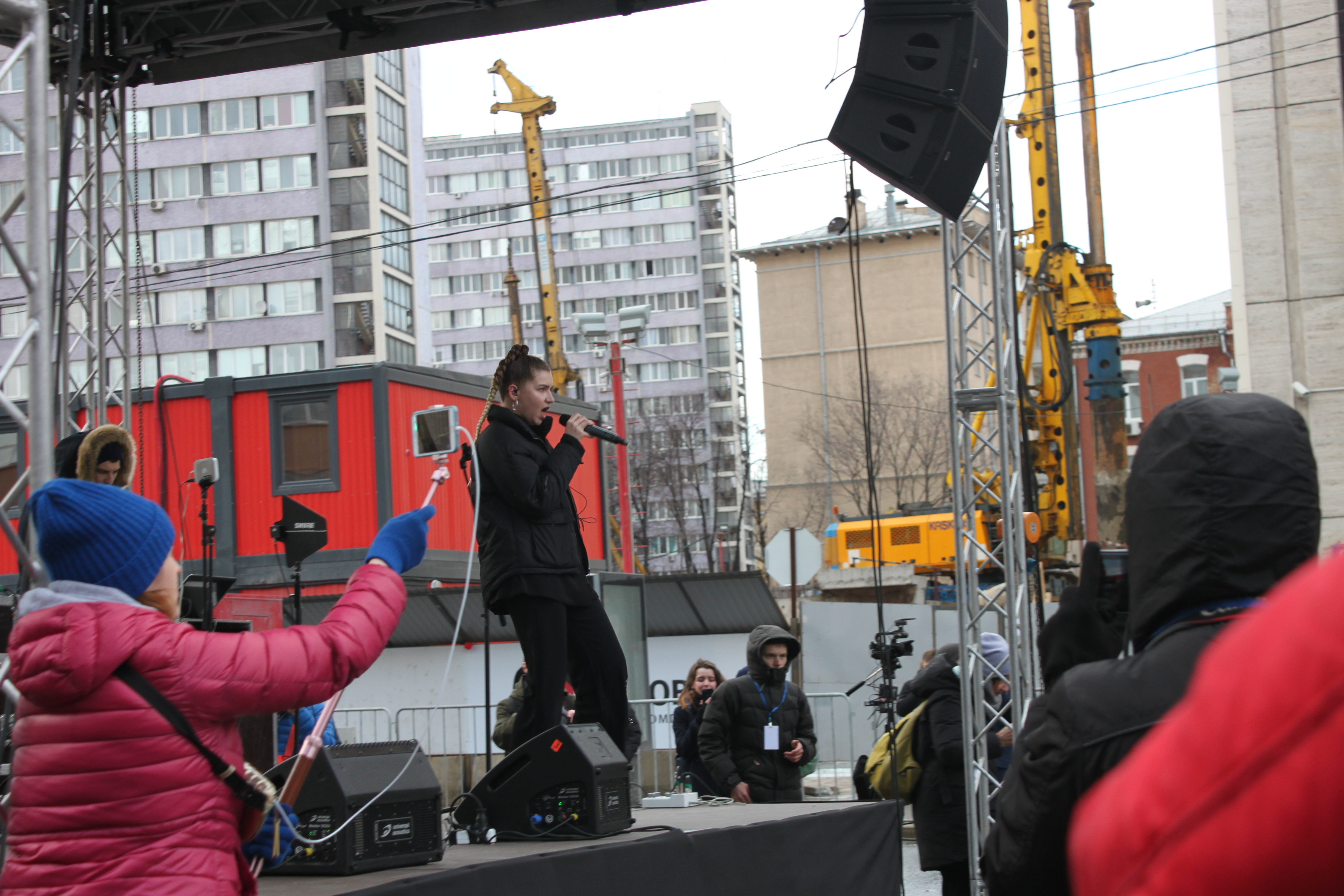
Bei einer Demonstration gegen die Isolierung des Runet (10. März 2019)

## Geschichte
Die Band IC3PEAK besteht aus der Sängerin Anastassija Kreslina und dem Produzenten Nikolai Kostylew. Die Band bezeichnet sich selbst als „audio-visuelles Projekt“.
Der erste Auftritt des Duos fand in Sankt Petersburg statt, gefolgt von einem Konzert in Moskau als zweiter Teil der Reihe „W17CHØU7“ (Witchout) vor rund 600 Zuhörern. 2014 veröffentlichte die Band ihre erste EP „Substances“ auf dem Portland-Label STYLSS mit dem Titel „Ether“, für den sie ihr erstes Musikvideo veröffentlichten. Die Band veröffentlichte 2014 die EP „Vacuum“ auf dem französischen Label Stellar Kinematics, mit dem sie ihr Publikum in Europa erweitern konnten. Ihre ersten Auftritte in Europa fanden in Paris, Bordeaux, Riga, Prag und Helsinki statt, gefolgt von weiteren Shows in Russland. Im Jahr 2016 tourte die Band durch Brasilien und drehte das Musikvideo für den Titel „Go With the Flow“.
2016 fand ihre erste Tournee durch die USA und ein Auftritt in Mexiko statt.
Im Jahr 2017 gewann IC3PEAK die Kategorie Elektronik bei den Jägermeister Music Awards und den Golden Gargoyle Award als „bestes experimentelles Projekt des Jahres“.
Anfang November 2017 veröffentlichte die Band ihr erstes russischsprachiges Album „Сладкая Жизнь“ (Süßes Leben) und den Titel „Грустная сука“ (Traurige Schlampe), der mehr als 10 Millionen Zugriffe auf YouTube erhielt.
Das Album "Сказка" (Märchen) enthält Lieder zu sozialen Themen. In dem Lied „Смерти Больше Нет“ (Keine Tode mehr) singt Kreslina aus der Perspektive eines Milizionärs der Bereitschaftspolizei vor dem Gefängnishauptquartier des FSB (Föderaler Sicherheitsdienst) in Lubjanka. Der Text des Liedes lautet: „Zusammen mit anderen wirst du auf dem Platz geschlagen werden“ und „Ich gehe nach draußen, um eine Katze zu streicheln, während ein Polizeiauto sie überfährt“. Im Herbst 2018 begann die Gruppe, wie eine Reihe anderer unabhängiger russischer Künstler, Probleme mit der Absage von Konzerten in russischen Städten durch lokale Sicherheitskräfte zu bekommen. Die Band war von einem harten Durchgreifen gegen populäre Musik-Acts in der gesamten russischen Provinz verwickelt, wo Shows aufgrund lokalen Drucks abgesagt wurden. So wurde das Musikduo ohne aussagekräftigen Grund in der sibirischen Stadt Nowosibirsk inhaftiert und nicht rechtzeitig freigelassen, um bei ihrer Show aufzutreten. Aus Angst vor einer Revolution der Kultur werde ein Krieg gegen die Kultur geführt, sagte Kreslina.

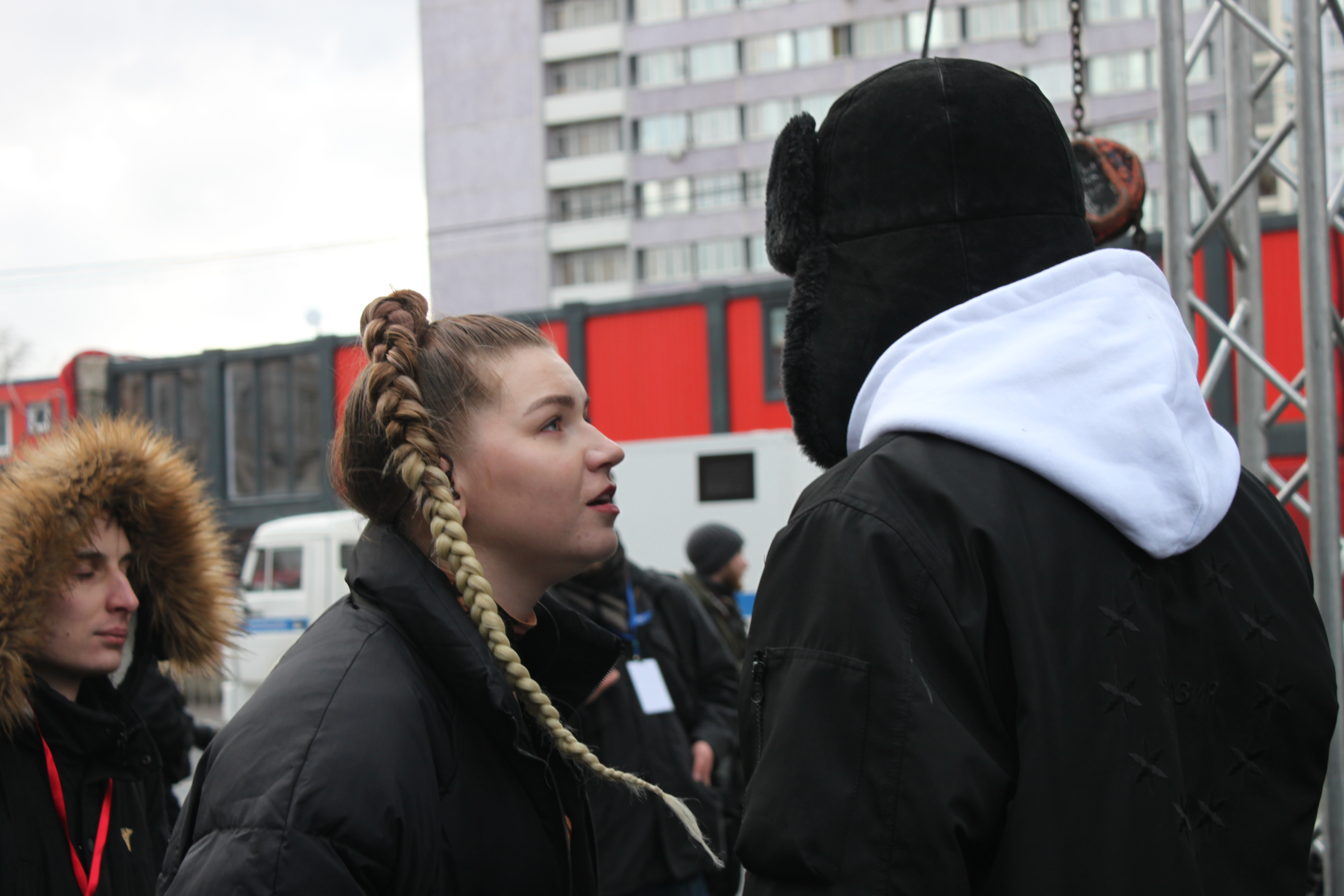
Bei einer Demonstration gegen die Isolierung des Runet (10. März 2019)

Die Band tourte Ende 2018 bis Anfang 2019 durch China.

## Besetzung
- Anastassija Kreslina (geboren am 13. November 1995 in Riga, Lettland)
- Nikolai Kostylew (geboren am 31. August 1995 in Moskau, Russland)

### Anastassija Kreslina (Анастасия Креслина)
Anastassija (Nastja) Kreslina, geboren am 13. November 1995 (Riga; Lettland), zog im Alter von 7 Jahren mit ihrer Familie nach Moskau. "When I moved to Moscow with my family, I was seven years old and for a very long time, the city seemed very dark to me, it gave me hopeless feelings."
Ihre Mutter war Opernsängerin und ihre Tante war Violinistin. Mit 13 Jahren besuchte Anastassija eine Musikschule. Aufwachsend umgeben von akademischen Musikern, wollte sie selber eine Karriere in diese Richtung aufbauen.
Nach der Highschool ging Anastassija auf die Russische Staatliche Geisteswissenschaftliche Universität, wo sie Englisch und Schwedisch lernte. In dieser Zeit trat sie der Musikgruppe #pripoy bei. In der Universität lernte sie ihren Klassenkameraden Nikolai Kostylew kennen, welcher vor kurzem sein Musikprojekt oceania gegründet hatte. Er lud sie ein, mit ihr als Vokalistin, für seine Songs zusammenzuarbeiten. Kurz danach entschieden sie sich dazu, die Universität abzubrechen, um sich auf eine Musikkarriere zu konzentrieren.
Mit Nikolai und einigen Freunden lebte sie für einige Zeit in einer Kommune. In dieser Zeit besuchten sie zeitweilig eine Kunstschule.
Anfang 2015 schuf Nastya ihr „Alter Ego“ N3RDY. Auf ihrer Soundcloud-Seite N3RDY postete sie Mixtapes mit Musik von verschiedenen Künstlern und Genres, die sich von denen unterscheiden, die IC3PEAK normalerweise macht. Unter anderem hatte sie mit dem Künstler H∆Z¥ zusammengearbeitet, sie veröffentlichten einen Song namens "より多くの愛", was auf Deutsch grob übersetzt „Mehr Liebe“ bedeutet. Seit Anfang 2017 wurde nichts mehr auf N3RDY veröffentlicht. In ihrem Lied kawaii/warrior gibt es die Zeile "I was born the way i am | Not straight \ not gay", welche neben einigen ihrer Postings auf X (ehem. Twitter) sowie ihrer offenen Bisexualität ihre Zugehörigkeit zur LGBT-Community unterstreicht.
Kurz nach dem Russischen Überfall auf die Ukraine im Februar 2022 verließ sie Russland.

### Nikolai Kostylew (Николай Костылев)
Nikolai (Kolja) Kostylew, geb. 31. August 1995 in Russland. Er besuchte die Russische Staatliche Geisteswissenschaftliche Universität. Dort lernte er Anastassija Kreslina kennen, welche er einlud, mit ihm bei seinem Musikprojekt oceania zusammenzuarbeiten. Kurz danach brachen sie die Universität ab. Sie lebten zusammen mit Freunden in einer Kommune. In dieser Zeit besuchten sie zeitweilig eine Kunstschule. Er produzierte mit dem Rapper Tommy Cash den Song Cry.
Nach dem Russischen Überfall auf die Ukraine im Februar 2022 zog er nach Berlin.
2024 hat Nikolai Kostylew unter dem Künstlernamen sputn1k die Songs boys never cry und oh no veröffentlicht. Im ersteren werden die Ängste als Kind, nicht weinen zu dürfen, weil Männer dies nicht tun würden, und im zweiten zu werden wie der Vater bearbeitet.

## Diskografie

### Studio-Alben
- 2015: IC3PEAK
- 2016: Fallal
- 2017: Сладкая Жизнь[22][23]
- 2018: Сказка[24][25]
- 2020: До свидания
- 2022: Kiss of Death
- 2025: Coming Home

### Singles
- 2014: Ellipse (Electronica Records)
- 2014: I’ll Be Found Remixes
- 2014: Really Really
- 2016: Kawaii / Warrior (Manimal Vinyl)
- 2017: КТО (Eigenveröffentlichung)
- 2017: Monster (Manimal Vinyl)
- 2018: This World Is Sick[26]
- 2018: Märchen/Сказка
- 2018: Keine Tode mehr/Смерти больше нет
- 2020: Boo-Hoo/Плак-плак
- 2021: Vampir feat. Oli Sykes von Bring Me the Horizon[27]
- 2022: Dead But Pretty[28]
- 2024: Ich hasse es/Ненавижу

### EPs
- 2014: Substances (STYLSS)
- 2014: Vacuum (Stellar Kinematics)

### Zusammenarbeiten
- 2017: Mirror (zusammen mit Boulevard Depo)
- 2017: Cry (zusammen mit Tommy Cash)[29]
- 2018: Burns (zusammen mit Boulevard Depo)
- 2019: Pit/Яма (zusammen mit Ghostemane)
- 2019: Fun and Sad/Весело и грустно (zusammen mit Хаски)
- 2019: TRRST (zusammen mit ZillaKami)

## Videos
- 2014: Ether
- 2014: Vacuum
- 2016: Go with the Flow
- 2017: Kawaii Warrior
- 2017: So Safe
- 2017: Make You Cry
- 2017: Traurige Schlampe (грустная сука)
- 2018: This World Is Sick
- 2018: Märchen (сказка)
- 2018: Es gibt keinen Tod mehr (смерти больше нет)
- 2022: Dead But Pretty
- 2022: Kiss of Death